# Beatrice Richter

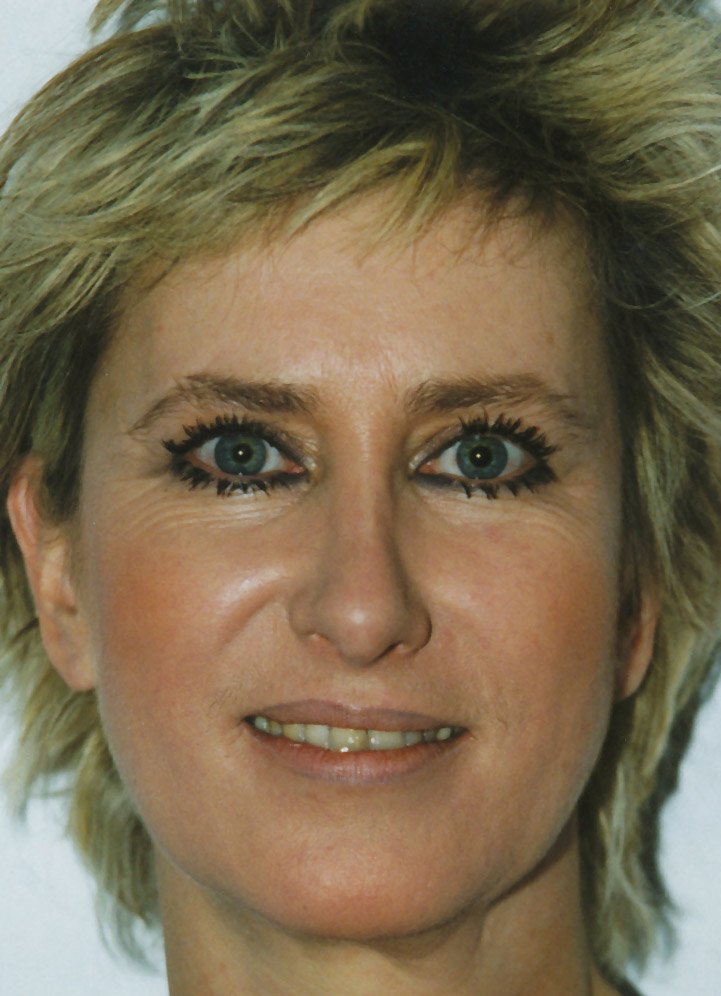
Beatrice Richter (Foto zwischen 1985 und 2000)

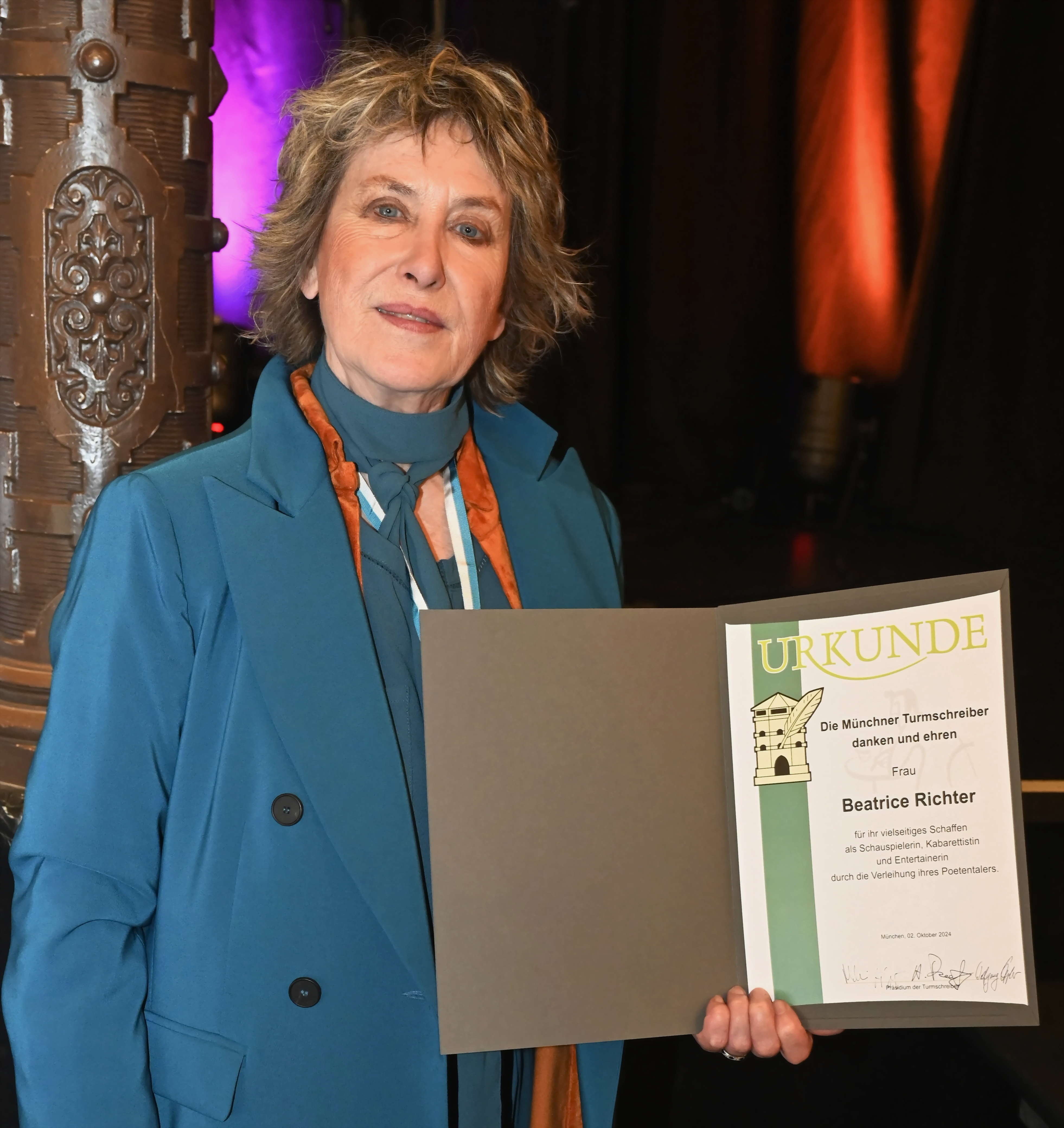
Beatrice Richter mit dem Bayerischen Poetentaler, 2024

Beatrice Richter (* 20. Dezember 1948 in München) ist eine deutsche Schauspielerin, Kabarettistin, Entertainerin, Jazzsängerin und Komikerin.

## Leben und Karriere
Beatrice Richter wurde 1948 in München als Tochter eines Buchhändlers und einer Flötistin geboren. Schon als junges Mädchen trat sie in die Fußstapfen ihres Großvaters, einem Schauspieler am Warschauer Theater. Nach der mittleren Reife absolvierte Richter eine vierjährige Schauspielausbildung an der Otto-Falckenberg-Schule. In den 1980er-Jahren folgte eine Jazztanzausbildung in New York City.
Richter begann ihre Fernsehkarriere an der Seite von Rudi Carrell mit Diether Krebs und Klaus Havenstein in Rudis Tagesshow. Für ihre Auftritte als Parodistin erhielt sie 1982 die Goldene Kamera. Weitere Bekanntheit erlangte sie als Sketchpartnerin von Diether Krebs in Sketchup, einer Rolle, die später Iris Berben übernahm. Im August 1982 erschienen Fotos von Richter im deutschen Playboy-Magazin. Zudem war sie in verschiedenen Filmen mit Walter Giller oder Peter Alexander zu sehen, spielte aber auch Theater. 1989 sah man sie in der Folge Hilfe eine Aushilfe der Fernsehserie Meister Eder und sein Pumuckl. Seit 1996 trat sie, auch als Sängerin, mit einer Jazz-Kabarett-Show auf.
2004 spielte sie mit Johannes Heesters, Cordula Trantow und Fred Alexander in Hugo von Hofmannsthals Jedermann vor dem Kölner Dom. Richter übernahm die Rollen des Gesellen, des Teufels und des Mammons. 2008 verkörperte sie die Rolle der Rosmathilda Polterman bei den Karl-May-Spielen Bad Segeberg. Ab März 2015 nahm sie an der Seite des Profitänzers Vadim Garbuzov an der 8. Staffel der RTL-Show Let’s Dance teil; sie belegten Platz neun.
Von Februar bis März 2017 verkörperte sie die Rolle der Gerti Schönfeld in der Telenovela Sturm der Liebe. 2024 wurde Richter von den Münchner Turmschreibern mit dem Bayerischen Poetentaler ausgezeichnet.

### Privates
Richter ist die Mutter der Schauspielerin Judith Richter (* 1978), die aus einer Beziehung mit dem Schauspieler Heinz Baumann stammt. Sie lebt in Berlin. Neben ihrer Muttersprache Deutsch spricht sie auch fließend Englisch und Französisch. Der RAF-Terrorist Andreas Baader war ihr Cousin zweiten Grades.

## Filmografie
- 1962: Meine drei Söhne (Fernsehserie, 1 Folge)
- 1971: Der kopflose Falke (Kurzfilm nach Truman Capote, Regie Gaudenz Meili)
- 1971: Liebe unter 17 (Regie Veit Relin)
- 1971: Wie man Wünsche beim Schwanz packt
- 1973: Verurteilt
- 1974: Du Land der Liebe
- 1975: Motiv Liebe – Folge 20 Gehobene Laufbahn als Sylvia
- 1975: Das Konzert
- 1975: Am Wege
- 1975: Das ohnmächtige Pferd
- 1976–1977: Die Unternehmungen des Herrn Hans (Fernsehserie, 17 Folgen)
- 1977: Die Kette (Fernseh-Zweiteiler nach Francis Durbridge)
- 1979: Neues aus Transkastanien (Miniserie)
- 1979: Das Gasthaus der strammen Mädchen (nur Stimme)
- 1980: Intimitäten
- 1980: So geht’s auch (Fernsehserie, 1 Folge)
- 1981: Trokadero (Regie: Klaus Emmerich)
- 1981–1987: Rudis Tagesshow
- 1981: Ein Kaktus ist kein Lutschbonbon
- 1982: Ein Abend mit Georg Thomalla (Fernsehserie, 1 Folge)
- 1982: Drei gegen Hollywood
- 1982: Eine etwas sonderbare Dame
- 1982–1987: Locker vom Hocker (Comedyserie, 4 Folgen)
- 1982–1988: Derrick (Fernsehserie, 3 Folgen, verschiedene Rollen)
- 1983: Mit mir nicht, du Knallkopp
- 1983: Laß das – ich haß’ das
- 1983: Die wilden Fünfziger
- 1983: Das Traumschiff: Kenia (Fernsehreihe)
- 1983: Wunderland
- 1984: Heiße Wickel – Kalte Güsse (Fernsehserie)
- 1984: Die schöne Wilhelmine (Miniserie, 3 Folgen)
- 1984: Abgehört
- 1985: Der kleine Riese
- 1984: Sketchup (Staffel 1 und 2)
- 1988: Die Schwarzwaldklinik – Gewichtsprobleme
- 1989: Der Landarzt – Brandstiftung
- 1989: Meister Eder und sein Pumuckl – Hilfe, eine Aushilfe!
- 1989: Der Landarzt (Fernsehserie, 1 Folge)
- 1989: Ein Heim für Tiere – Schütze und Fisch
- 1989: Calafati Joe (Miniserie, 1 Folge)
- 1990–2008: Der Alte (Fernsehserie, 2 Folgen, verschiedene Rollen)
- 1990: Schwarz Rot Gold – Hammelsprung
- 1992: Tücken des Alltags (Fernsehserie, 1 Folge)
- 1992: Der Forstarzt (Fernsehserie)
- 1992: Café Meineid (Fernsehserie, 1 Folge)
- 1994: Salto Postale (Fernsehserie, 6 Folgen)
- 1995: Theaterdonner
- 1995: Tatort: Tod eines Polizisten
- 2003: Das bisschen Haushalt
- 2005–2016: SOKO Leipzig (Fernsehserie, 2 Folgen, verschiedene Rollen)
- 2006–2022: In aller Freundschaft (Fernsehserie, 4 Folgen, verschiedene Rollen)
- 2007: Deutschland ist schön – Die Allstar Comedy
- 2007: Niete zieht Hauptgewinn
- 2008: Siska – Schwer wie die Schuld
- 2009: SOKO 5113 – Letzter Halt – Sophienplatz
- 2009: Da kommt Kalle – Dr. Hot
- 2009–2023: Großstadtrevier (Fernsehserie, 2 Folgen, verschiedene Rollen)
- 2010: Tel (Kurzfilm)
- 2010: Letzter Moment
- 2011: Let’s Dance (11 Folgen)
- 2012: München 7 – Wachtmeister Abdul
- 2013: Da kommt Kalle (Fernsehserie, 1 Folge)
- 2014: Tatort – Am Ende des Flurs
- 2014: Die reichen Leichen. Ein Starnbergkrimi
- 2015: Schwester Weiß (Regie: Dennis Todorović)
- 2015: Mein Sohn Helen
- 2015: Im Schleudergang (Fernsehserie, 1 Folge)
- 2016: Löwenzahn (Fernsehserie, 2 Folgen)
- 2017: Sturm der Liebe (Fernsehserie, 27 Folgen)
- 2017: Bettys Diagnose – Furchtlos
- 2018: Cecelia Ahern: Ein Moment fürs Leben
- 2018: Katie Fforde – Zimmer mit Meerblick (Fernsehfilm)
- 2019–2023: SOKO Köln (Fernsehserie, 2 Folgen, verschiedene Rollen)
- 2019: Die Spezialisten – Im Namen der Opfer (Fernsehserie, Folge 3x4: Nazigold)
- 2019: Bettys Diagnose – Einsichten
- 2019: Das Wichtigste im Leben (Fernsehserie)
- 2021: Ein Sommer auf Elba (Fernsehreihe)